# 任天堂世代憂鬱
任天堂世代憂鬱（英語：Nintendo Generation Blues）是一支成立於2009年台灣的獨立搖滾樂團，音樂風格深受英國搖滾樂（舉凡摩斯族、後龐克、Manchester、Baggy、瞪鞋搖滾、太空搖滾和90年代英倫搖滾等）影響，團名靈感來自德國Digital Hardcore先驅Atari Teenage Riot的對仗，以描述童年把玩任天堂紅白機的世代面臨之挫折和人生寫照。
成員包括了來自於Bitter樂隊的蔡元彰，艾蜜莉樂團Emily the Band的貝斯手林彥竹和鼓手蔡弦剛以及陰特斯樂團The Enters的吉他手馬一先，樂隊因為成員皆來自於當時小有知名度的獨立樂團因而受到注目。該團於2011年發行過迷你專輯《愛即是空Love in Vain》，後因主唱赴日深造後休團。

## 外部連結
- 任天堂世代憂鬱臉書 （页面存档备份，存于）
- 任天堂世代憂鬱的Streetvoice （页面存档备份，存于）
- 任天堂世代憂鬱的Bandcamp （页面存档备份，存于）
- 任天堂世代憂鬱的Youtube （页面存档备份，存于）